# Kratos XQ-58 Valkyrie
Kratos XQ-58 Valkyrie er en kamp-UAV (drone) med stealth-egenskaber. UAV’en er konstrueret og fremstillet af Kratos Defense & Security Solutions for US Air Force under udviklingsprogrammet Low Cost Attritable Strike Demonstrator (LCASD). Den havde oprindeligt navnet XQ-222. Valkyrie havde sin jomfruflyvning den 5. marts 2019 ved Yuma Proving Ground i Arizona.

## Udvikling
XQ-58 Valkyrie er udviklet under US Air Force’s udviklingsprogram Low Cost Attritable Strike Demonstrator (LCASD), der igen er en underafdeling af udviklingsprogrammet Low Cost Attritable Aircraft Technology (LCAAT), der har til formål at udvikle kamp-UAV’er. Kamp-UAV’erne under LCAAT-programmet har til formål at eskortere kampflyene F-22 og F-35 under disses missioner og til at affyre våben og overvågningssystemer.
XQ-58 er fremstillet til at agere "wingman" kontrolleret fra det bemandede kampfly, som UAV’en er knyttet til, herunder at foretage rekognoscering og at tiltrække fjendtlig ild under angreb. XQ-58 skal også kunne indgå i en dronesværm med eller uden direkte kontrol af en pilot.
UAV’en er konstrueret til at have en lille radarsignatur.
US Air Force gav den 23. juli 2020 kontrakt til Kratos, Boeing, Northrop Grumman og General Atomics til bidrage til USAF’s Skyborg-program, et program, der skal udvikle en ubemandet wingman, der er så billig, at tab af UAV’en er acceptabel, samtidig med at UAV’en kan give støtte til det medfølgende kampfly. Kratos vil muligvis benytte XQ-58 i Skyborg-programmet, selv om XQ-58 allerede indgår i LCASD-programmet, men vil muligvis også udvikle et nyt flyskrog i besvarelse af opgaven.
Den 26. marts 2021 gennemførte XQ-58A sin sjette testflyvning, hvorunder den for første gang åbnede sit interne våbendepot og frigjorde en medbragt Altius-600 UAS ("unmanned aircraft system").